# Дякую
«Дякую!» (с укр. — «Спасибо!») — музыкальный сингл украинской группы «Океан Ельзи», вышедший осенью 2004 года к 10-летию группы. Эта композиция считается последним плодом работы «классического» состава группы: Вакарчук-Гудимов-Глинин-Хусточка-Шуров, но была издана уже переходным составом (с Денисом Дудко вместо Хусточки и Милошем вместо Шурова). Вскоре вышел и видеоклип, собранный из предыдущих клипов и концертных видео группы. Автором музыки и слов является Святослав Вакарчук.

## Композиции
1. Дякую! (2:23)
2. Дякую! (acoustic) (2:11)

## Участники записи
1. Святослав Вакарчук — вокал
2. Павел Гудимов — гитара, бэк-вокал
3. Денис Глинин — ударные
4. Денис Дудко — контрабас
5. Милош Елич — клавишные
6. Киев Классик Квинтет — духовая группа